# Ernst Windisch (Richter)
Ernst Windisch (* 19. Oktober 1922 in Frankfurt am Main; † 4. August 2011) war ein deutscher Jurist und Richter am Bundesgerichtshof.

## Leben
Windisch promovierte 1956. Im Jahre 1961 wurde er zum Landgerichtsrat am Landgericht Frankfurt am Main ernannt, 1966 zum Oberlandesgerichtsrat am dortigen OLG. Ab 1969 war er Lehrbeauftragter und ab 1983 Honorarprofessor an der Johann Wolfgang Goethe-Universität Frankfurt am Main. 1975 wurde Windisch zum Richter am Bundesgerichtshof (Karlsruhe) gewählt, am 30. November 1975 trat er in den X. Zivilsenat des BGH, den Patentsenat, ein, dem er bis zu seinem Ausscheiden zum 31. März 1986 angehörte.
Aus seiner 1957 geschlossenen Ehe mit Gerlind Windisch, geb. Hummel, gingen eine Tochter und drei Söhne hervor, später 13 Enkelkinder.

## Veröffentlichungen  (Auswahl)
- Die Gesetzeskraft der Entscheidungen des Bundesverfassungsgerichts, Dissertation (Frankfurt am Main 1956)
- Gewerblicher Rechtsschutz und Urheberrecht im zwischenstaatlichen Bereich, Berlin: J. Schweitzer 1969 (Recht der internationalen Verwaltung und Wirtschaft, Bd. 3)
- Funktionen der unbestimmten Rechtsbegriffe im Immaterialgüterrecht, UFITA 80, 209 (1977)
- Benvenuto Samson zum 90. Geburtstag (11. Juni 1977), UFITA 79, XII-XIII (1977)
- "Merkmalsanalyse" im Patentanspruch?, GRUR 1978, 385
- Schutzvoraussetzungen und Verwertung von Werken und Erfindungen, GRUR 1980, 504
- Beziehungen zwischen Urheber-, Erfinder-, Programmier- und Tonaufnahme-Leistungen, GRUR 1980, 587
- Justitia. Porträt eines Mädchens, Porträt eines Vogels, in: Festschrift für Hildebert Kirchner zum 65. Geburtstag, hrsg. von W. Dietz, München: C. H. Beck 1985, 393. ISBN 3-406-31013-3.
- Patent und Marke – Variationen des Immaterialgüterschutzes, Festschrift für Otto-Friedrich Freiherr von Gamm, Köln u. a.: Carl Heymanns 1990, 477.
- Im Zeichen der Waage, Festschrift für Rudolf Nirk zum 70. Geburtstag, München: C. H. Beck 1992, 1069, ISBN 3-406-36773-9
- Persönlichkeitsbezogene Komponenten in Immaterialrechten, GRUR 1993, 352
- Immaterielle Leistungen bei Leibniz, Festschrift für Fritz Traub zum 65. Geburtstag, hrsg. von U. Loewenheim und Th. Reiser, Frankfurt a. M.: Deutscher Fachverlag 1994, 483, ISBN 3-87150-451-3